# Елен Флоран
Елен Флоран (фр. Hélène Florent (1974, Квебек) — квебекська акторка. Зіграла кілька визначних ролей, серед яких роль Стефані у фільмі «Галера» та Бріджіти — у «Вся правда».

## Кар'єра
Елен Флоран закінчила Консерваторію драматичних мистецтв у Квебеку в 2000. Акторка драми і комедії. Сестра комедійної акторки Катріни Флоран.

## Фільмографія
| Рік  | Назва                      | Роль           |
| ---- | -------------------------- | -------------- |
| 2001 | Єллоунайф                  | Ліда           |
| 2006 | Марія Антуанетта           | Мадам дю Баррі |
| 2004 | Mémoires affectives        | Кароль         |
| 2005 | Сім'я (Familia)            | Хлої           |
| 2005 | La Vie avec mon père       | Сільвія        |
| 2006 | В містах (Dans les villes) | Фанні          |
| 2007 | La Lâcheté                 | Мадлен         |
| 2007 | Моя дочка - заручниця      | Люсі Ґаньо     |
| 2009 | Lucidité passagère         | Вероніка       |
| 2010 | Lance et compte            | Кату Сен-Лоран |
| 2011 | Кафе де Флор               | Кароль         |
| 2011 | Гномео та Джульєта         | Нанет          |
| 2013 | Sarah préfère la course    | Ізабель        |